# Hans Ree
Hans Ree (* 15. November 1944 in Amsterdam) ist ein niederländischer Schach-Großmeister und Schachautor.

## Schachspieler
Seine ersten internationalen Erfolge erzielte Ree als Jugendlicher, als er sich 1964/65 für die Juniorenmeisterschaft von Europa qualifizierte. Dies konnte er ein Jahr später wiederholen.
In der Folge gewann er viermal die Meisterschaft der Niederlande (1967, 1969, 1971, 1982). Mit dem damaligen Weltmeister, Boris Spasski, teilte Hans Ree 1971 den Sieg in Vancouver („Canadian Open“). Von 1966 bis 1984 nahm er zehnmal hintereinander an Schacholympiaden teil. Dabei holte er 1976 mit der niederländischen Mannschaft die Silbermedaille und erreichte 1966 das drittbeste Einzelergebnis am ersten Reservebrett. Außerdem nahm er an den Mannschaftseuropameisterschaften 1965 und 1983 teil. 1971 gewann er einen Zweikampf gegen Johannes Hendrikus Donner (+2 =5 −1).
In der höchsten Spielklasse der niederländischen Mannschaftsmeisterschaft, der Meesterklasse beziehungsweise Hoofdklasse, spielte er unter anderem in der Saison 1969/70 für Het Oosten Haarlem, in der Saison 1995/96 für Cap Volmac Rotterdam, von 1998 bis 2001 und in der Saison 2008/09 für die Bussums Schaakgenootschap und in den Saisons 2010/11 und 2019/20 für Caissa Amsterdam.
1968 verlieh ihm die FIDE den Titel Internationaler Meister, 1980 wurde er ein Großmeister.

## Schachautor
Ree publizierte Artikel im NRC Handelsblad sowie in den Schachzeitschriften Chess Cafe und New In Chess.

## Werke
- The Human Comedy of Chess: A Grandmaster's Chronicles. Russel Enterprises, 1999. ISBN 1-888690-06-2.
- My Chess. Russel Enterprises, 2013. ISBN 978-1-936490-67-7. (Original erschienen als Mijn schaken, 2010.)